# Benjot
Benjot is een bestuurslaag in het regentschap Cianjur van de provincie West-Java, Indonesië. Benjot telt 3985 inwoners (volkstelling 2010).